# Zemitrella sericea
Zemitrella sericea är en snäckart som beskrevs av Powell 1937. Zemitrella sericea ingår i släktet Zemitrella och familjen Columbellidae. Inga underarter finns listade i Catalogue of Life.